# Бондаренко, Григорий Трофимович
Григорий Трофимович Бондаре́нко (род. 12 сентября 1934 года) — бригадир монтажников производственно-монтажного управления № 5 производственно-наладочного объединения «Авиаспецмонтаж» Министерства авиационной промышленности СССР, Герой Социалистического Труда.

## Биография
Григорий Трофимович Бондаренко родился 12 сентября 1934 года в д. Викторовка Доманевского района Николаевской области Украины.
Образование — среднее специальное, в 1969 года окончил Уфимский строительный техникум.
Трудовую деятельность начал учеником слесаря на ТЭЦ-1 объединении «Уфимэнерго» в августе 1952 года. После демобилизации из рядов Советской Армии с 1957 г. работал в производственно-монтажном управлении № 5 производственно-наладочного объединения «Авиаспецмонтаж» Министерства авиационной промышленности слесарем-монтажником.
С 1964 года — бригадир монтажников совмещенных профессий. В управлении Г. Т. Бондаренко зарекомендовал себя грамотным производственником. Руководимая им бригада первая в авиационной промышленности получила право называться «Бригадой коммунистического труда». Производственный план четвёртого года девятой пятилетки (1971—1975) коллектив бригады выполнил досрочно, к 30 июня 1974 г., а план первого квартала 1975 г. — на 145 процентов.
Г. Т. Бондаренко внес большой вклад в строительство комплекса по производству двигателей «Москвич-412» Уфимского моторостроительного завода. Бригада выполнила сложные работы по монтажу уникальных карусельных стендов и боксов длительного испытания двигателей, произвела монтаж пяти автоматических линий советского и иностранного производства, разнообразного нестандартного технологического оборудования, автоматизированного гальванического цеха и различных установок в корпусах 75, 175.
За четыре года девятой пятилетки Г. Т. Бондаренко подал и внедрил в производство 16 рационализаторских предложений с экономическим эффектом 19 тысяч рублей.
За достижение высоких производственных показателей в выполнении заданий и социалистических обязательств при создании нового комплекса по производству автомобильных двигателей «Москвич-412» на Уфимском моторостроительном заводе Указом Президиума Верховного Совета СССР от 6 августа 1975 г. Г. Т. Бондаренко присвоено звание Героя Социалистического Труда.
С 1976 года до выхода на пенсию в 1989 году работал мастером в производственно-монтажном управлении № 5 производственно-наладочного объединения «Авиа-спецмонтаж».
В настоящее время Григорий Трофимович живёт в г. Уфе.

## Награды
- Герой Социалистического Труда (1975)
- Награждён орденом Ленина (1975)
- Орден Трудового Красного Знамени (1971).